# Unity (Paul-Dunmall-Album)
Unity ist ein Jazzalbum von Paul Dunmall und Mark Sanders. Die am 18. September 2020 in den Sansom Studios, Birmingham, entstandenen Aufnahmen erschienen am 14. Mai 2021 auf 577 Records.

## Hintergrund
Nach jahrzehntelanger Zusammenarbeit, zahlreichen Musikprojekten und insgesamt 28 gemeinsamen Veröffentlichungen – zuletzt im Trioalbum A Songbirds Temple mit Angelica Sanchez (2020) – spielten der Saxophonist Paul Dunmall und der Schlagzeuger Mark Sanders zum ersten Mal als Duo, das nur ihre bevorzugten Instrumente Saxophon und Schlagzeug enthalten sollte. Nach Onosante (erschienen im April 2021) war dies Dunmalls zweite Veröffentlichung bei 577 Records und gleichzeitig eines von Sanders zahlreichen Projekten in Verbindung mit dem Label, darunter Alben mit Rachel Musson, Pat Thomas, Dave Tucker und Thurston Moore.

## Titelliste
- Paul Dunmall & Mark Sanders: Unity (577 Records 5852)

1. Dwelling in Unity 13:16
2. There’s the Distance 9:29
3. The Quiet Mind 7:09
4. The Vacuum 7:37
5. Henry Grimes 9:32

Alle Kompositionen stammen von Paul Dunmall und Mark Sanders.

## Rezeption

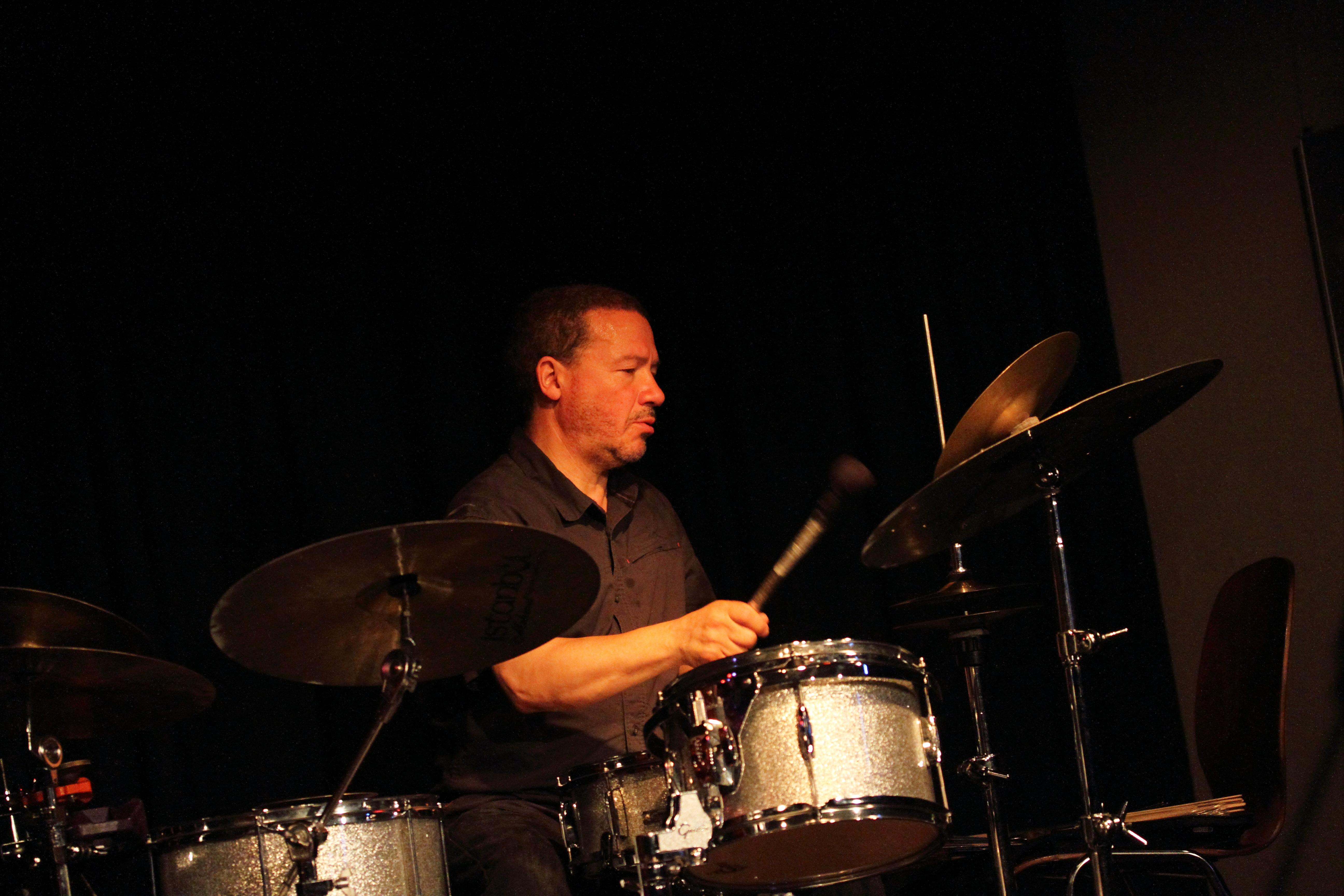
Mark Sanders bei einem Auftritt im Club W71 Weikersheim, 2016

Dan Bergsagel schrieb in London Jazz News, Dunmalls Spiel auf den drei verschiedenen Saxophonen ermögliche es ihm, einige sehr unterschiedliche Ausdrucksformen zu erforschen. Sein Altsaxophonspiel auf „Dwelling in Unity“ sei überzeugend, des Weiteren die Flüssigkeit seines Spiels auf dem C-Melody-Saxophon (insbesondere auf „Henry Grimes“). Vor allem sei es aber sein reichhaltiger und nachhallender Tenor-Ton, der im Gedächtnis bleibe. „There’s the Distance“ sei das herausragende Stück auf dem Album, in dem sich ein leiser Beginn, fast an Pete Wareham erinnernder Ohrwurm in seiner Einfachheit, vor einer reich strukturierten Kulisse auf Coltrane-Niveau aufbaue. Diese Gelegenheit für zwei alte Freunde, sich die Zeit zu nehmen, gemeinsam zu improvisieren, auch nach „Rückkehr zu den Grundlagen“ zu suchen. habe sich sehr gelohnt, so das Resümée des Autors; in Unity hätten sie beide erfolgreich und nachweislich gefunden.
Nach Ansicht von Mike Borella (Avant Music News) bieten diese fünf mittellangen Stücke eine spielerische Interpretation des Free Jazz, wobei Dunmall mit seinem Saxophon kurze Themen untersuche, während Sanders das Schlagzeug als Hauptinstrument spiele und traditionelle Vorstellungen von Rhythmus meide. Dunmall drücke sich auf charakteristische Weise aus und fülle den Raum mit Tönen, die aus Variationen von Motiven und offeneren Soli bestehen. Es gebe einen Hauch von Albert Ayler in seiner knorrigen Melodie (in „Dwelling in Unity“) und wie er es schaffe, ohne erweiterte Techniken experimentell zu sein. Sanders halte das Tempo aufrecht, insbesondere durch den aktiven Einsatz von Snare und Becken. Ein kontrastierender Track dazu sei „The Quiet Mind“, das ein langsameres Tempo und ein atmosphärischeres Spiel von beiden biete, insbesondere Sanders’ Drone-artige Verwendung der Becken.